# 小野川公三郎
小野川 公三郎（おのがわ こうざぶろう、1947年1月1日 - ）は、日本の元俳優。本名は同じ。
兵庫県出石郡出石町（現：兵庫県豊岡市）出身。兵庫県立出石高等学校卒業。蛭川企画、サンライトを経て、エム・カンパニーに所属していた。

## 人物
5人兄妹の三男。学生時代は野球部に所属。学校巡芸で来た東京芸術座の芝居に感銘を受け、高校卒業後、東京芸術座附属演劇研究所に入る。同期には、小野寺昭、岡本富士太がいた。やがて方向性の違いから退団し、1966年に三島由紀夫らが主宰する劇団NLTの研究生となる。
1967年、東宝映画『育ちざかり』に出演。1968年には、NHKのテレビドラマ『ケンチとすみれ』にレギュラー出演した。当時のプロフィールでは「出演が決まったときは、嬉しさの中に不安があったが、収録がはじまると楽しいドラマなので、すぐに現場と打ち解けることができた」と述べている。
劇団活動のかたわら三島由紀夫の紹介で大映と専属契約を結ぶ。1969年『ヤングパワー・シリーズ 新宿番外地』でデビューし、翌年『高校生番長 棒立てあそび』では主役となる。以後、帯盛迪彦監督作品を中心に『高校生番長』シリーズ（1970年 - 1971年）を支える一人として、篠田三郎、関根恵子（現・高橋惠子）、松坂慶子らとともに活躍。その一方で、三島が辞めるのを機にNLTから六月劇場へ移籍している。
1971年末の大映倒産後は主な活躍の場をテレビへと移す。1972年、六月劇場からの紹介で円谷プロの特撮ドラマ『トリプルファイター』のレギュラーに抜擢される。レッドファイターに変身する早瀬勇二を演じ、トランポリンでのアクションやカーチェイスなどもこなした。1975年には『バーディー大作戦』第53話での演技がプロデューサーの近藤照男に評価され、後番組の『Gメン'75』では常連ゲストとしてさまざまな役柄を演じた。
舞台出演も多く、ニコラ・バタイユを演出に招き、加賀まりこの初舞台となった『夏』（アンダーグラウンド蠍座）では少年役を演じている。日生劇場で『冬の旅』出演時には、木下恵介の目に留まり映画『スリランカの愛と別れ』に出演することとなった。
1996年には、東京芸術座時代からの親友である岡本富士太が教師役で出演していた『中学生日記』を降板することになり、最後に出てほしいとの要望を承諾し出演している。
特技は、歌唱。1974年に結婚し、一女あり。40代で子供を授かってから、アルバイトをしながら役者を続けていては子育てがまともにできないと考え、俳優業を引退した。

## 出演

### テレビドラマ
- 若者たち 第18回「帰りなん・いざ」（1966年、CX）
- 特別機動捜査隊（NET）
  - 第297話「第七天国」（1967年） - 平
  - 第328話「刑事のブルース」（1968年） - 曽根
  - 第766話「赤ちゃんの詩」（1976年）- 石野武志
  - 第769話「俺は許せなかった」（1976年） - 砂村勝
- ケンチとすみれ（1968年、NHK） - 藤吉郎
- ウルトラセブン 第43話「第四惑星の悪夢」（1968年、TBS） - ギオ
- 夜のグランド劇場 / 夏に別れを（1969年、NTV）
- 連続テレビ小説 / 繭子ひとり（1971年、NHK）
- ザ・ガードマン（TBS）
  - 第319話「殴りこみホットパンツ大作戦」（1971年） - 敬介
  - 第345話「まあ恥ずかしい! スターの告白」（1971年）
- 銭形平次（CX） ※大川橋蔵版
  - 第295話「餅搗き音」（1971年） - 源太
  - 第374話「むしけらの魂」（1973年） - 友吉
  - 第500話「愚かな母」（1975年） - 兼吉
  - 第551話「花と泥」（1976年） - 繁治
  - 第726話「命を賭けた訴え」（1980年） - 直吉
  - 第753話「やさしい悪女」（1981年） - 房吉
- 千葉周作 剣道まっしぐら 第16話「男・周作 燃えあがれ！」（1971年、TBS）- 犬神
- 魔女はホットなお年頃 第18話「恋をしたんだモーン」（1971年、MBS）
- キイハンター 第208話「超望遠銃の標的」（1972年、TBS）
- トリプルファイター（1972年、TBS） -  早瀬勇二 / レッドファイター
- 木下恵介アワー / おやじ山脈（1972年、TBS） - 轟
- ポーラテレビ小説 / 吉井川（1972年 - 1973年、TBS）
- 旅人異三郎 第12話「峠の茶屋に血煙がたった」（1973年、12ch） - 定吉
- GO!GOスカイヤー 第13話「恐怖のパラシュート降下!」（1973年、CX） - 野村五郎
- 木下恵介・人間の歌シリーズ / それぞれの秋（1973年、TBS）
- 白い影 第1回、第6回（1973年、TBS）
- アイフル大作戦 第19話「東京-網走 同棲時代コンテスト」（1973年、TBS）
- 荒野の用心棒 第28話「虐殺の丘に女の復讐が燃えて…」（1973年、NET） - 金吾
- ぶらり信兵衛 道場破り 第16話「大騒ぎ芝居見物」（1974年、CX）
- いただき勘兵衛 旅を行く 第18話「手折っちゃならない花だとさ」（1974年、NET） - 佐吉
- バーディ大作戦（TBS）
  - 第11話「真夏の海 殺しの請負業」（1974年） - タケシ
  - 第53話「ニセ追出刑事 質屋猫ババ殺人事件」（1975年） - ケン
- ふりむくな鶴吉 第45話「伝蔵つむじ風」（1975年、NHK）
- 影同心 第2話「罠かけ殺し節」（1975年、MBS） - 幸助
- ライオン奥様劇場 / 積木の箱（1975年、CX）
- Gメン'75（TBS）
  - 第4話「殺し屋刑事」（1975年） - 小室シンイチ
  - 第24話「二人組の警官ギャング」（1975年） - 北見タケシ
  - 第37話「チリ紙交換殺人事件」（1976年） - 中村勇
  - 第63話「拳銃を撃てない警官」（1976年） - 峯村信雄
  - 第71話「刑事の女体受託収賄事件」（1976年） - 野村タケシ
  - 第82話「刑法240条 強盗殺人罪」（1976年） - 古沢信
  - 第91話「逃亡者」（1977年） - 川村辰夫
  - 第134話「移動交番爆破事件」（1977年） - 宮坂巡査
  - 第157話「ウェディングドレス殺人事件」（1978年） - クニオ
  - 第170話「結婚サギ常習犯」（1978年） - 岩崎守
  - 第189話「危機一髪! お年玉爆弾カメラ」（1979年） - 浅井
  - 第208話「5月26日絞首刑」（1979年） - 清水敏夫
  - 第219話「ニューカレドニア新婚殺人事件」（1979年） - 久保宏
  - 第231話「危機一髪! 車椅子の女刑事」（1979年） - 庄司明男
  - 第275話「警官の妻たちの連続殺人」（1980年） - 武上康治
  - 第350話「壁の中の赤い殺意」（1982年） - 強盗犯
- 新宿警察 第8話「汗まみれの逆転」（1975年、CX）
- 明治の群像 海に火輪を 第4話「鹿鳴館 条約改正（前編）」、第5話「鹿鳴館 条約改正（後編）」（1976年、NHK）
- 伝七捕物帳（NTV）
  - 日本テレビ版
  - 第106話「文治一番手柄」（1976年） - 清太郎
  - 第150話「女心の情けが仇」（1977年） - 弥助
  - テレビ朝日版 第2話「血染めの証文」（1979年）
- 隠し目付参上 第20話「怪談 お化けの皮は何枚か」（1976年、MBS） - 後藤乗次
- 太陽にほえろ! 第224話「保証人」（1976年、NTV） - 大竹進
- 遠山の金さん 第69話「お白州に小判の雨が降る!」（1977年、NET） - 猪三郎
- 刑事物語・星空に撃て! 第19話「もういちどあの愛を」（1977年、CX）
- 新・二人の事件簿 暁に駆ける! 第25話「警官仕掛人」（1977年、ABC）
- 新選組始末記 第7話「壬生心中」、第8話「見廻組騒動」（1977年、TBS） - 浅野薫
- 新必殺仕置人 第30話「夢想無用」（1977年、ABC） - 文吉
- 破れ奉行 第19話「怨花・夜霧のお竜」（1977年、ANB） - 峰吉
- うさぎ飛ぶ海（1977年、TBS）
- 森村誠一シリーズ / 人間の証明（1978年、MBS）
- 達磨大助事件帳 第13話「雪絵危機一髪」（1978年、ANB） - 大久保孝之進
- 江戸の鷹 御用部屋犯科帖 第12話「念という字が空に舞う!」（1978年、ANB） - 文三
- 大江戸捜査網（12ch）
  - 第167話「必死の金庫破り！」（1974年）
  - 第333話「死闘! 風魔一族の陰謀」（1978年）- 佐源太
  - 第507話「傷だらけの人質救出作戦」（1981年） - 仙太
- 愛の死線（1978年、NTV）
- 新幹線公安官 第2シリーズ 第16話「呪われたワイングラス」（1978年、ANB）
- 木曜座 / あした泣く（1978年、TBS）
- 桃太郎侍（NTV）
  - 第119話「女宿無し恋の雨」（1979年）
  - 第194話「大江戸娘番長」（1980年）
- 同心部屋御用帳 江戸の旋風IV 第17話「若い狼たち・哀愁編」（1979年、CX） - 六造
- 柳生一族の陰謀 第29話「女忍の密書」（1979年、KTV） - 宇陀の烏
- 騎馬奉行 第8話「処女の背中に彫った秘密」（1979年、KTV）
- そば屋梅吉捕物帳 第18話「地蔵も泣いた風車」（1980年、12ch） - 平助
- 鉄道公安官 第40話「追撃！殺人警官」（1980年、テレビ朝日）
- ミラクルガール 第4話「女が欲望に賭けるとき」（1980年、12ch)
- 吉宗評判記 暴れん坊将軍（ANB）
  - 第95話「炎の海に虹を見た」（1980年） - 政
  - 第154話「棺桶の中に咲いた恋」（1981年） - 仙八
- 爆走! ドーベルマン刑事 第18話「黒バイ部隊vsハーレー軍団」（1980年、ANB） - 道原
- 時代劇スペシャル（CX）
  - 新吾十番勝負（1981年） - 庄三郎
  - 魔界・番町皿屋敷（1981年） - 市次郎
  - 狐のくれた赤ん坊（1981年） - 藩士
- 文吾捕物帳 第12話「美しき殺人鬼」（1982年、ANB）
- 新五捕物帳 第168話「七化けのおぎん」（1982年、NTV）
- 淋しいのはお前だけじゃない 第9話「切られ与三郎」（1982年、TBS）
- 火曜サスペンス劇場（NTV）
  - 誘拐ツアー（1982年）
  - 突然の明日（1983年）
  - 裏切りのフィナーレ（1984年）
  - 松本清張スペシャル・わるいやつら（1985年） - たつ子の義弟
- あいつと俺 第12話「裏切りの銃声 -高知・安芸-」（1984年、TX）
- ザ・サスペンス / 団地殺人事件II・妻たちの危険な関係（1984年、TBS）
- 特捜最前線 第385話「新幹線出張殺人!」（1984年、ANB）
- 土曜ワイド劇場 / 隠しカメラの人妻（1985年、ANB）
- ザ・ドラマチックナイト / 細雪友禅殺人事件（1988年、TBS）
- 花王名人劇場 / 裸の大将35 螢の里エレジー（1989年，CX）
- ホテルスペシャル'91春 姉さんピンチです（1991年、TBS）
- 特捜エクシードラフト 第38話「不発弾、出前一丁」（1992年、ANB） - 根来
- 銭形平次 第2シリーズ 第6話「遠い記憶」（1992年、CX） - 佐吉 ※北大路欣也版
- ドラマ新銀河 / 魚河岸のプリンセス（1995年、NHK）
- 月曜ドラマスペシャル / 今夜もテレビで眠れない（1995年、TBS）
- 中学生日記 さよなら南先生（1996年、NHK）

### 映画
- 育ちざかり（1967年、東宝）
- 不良番長（1968年、東映） - ロクオン
- ヤングパワー・シリーズ 新宿番外地（1969年、大映） - 鉄次
- ヤングパワー・シリーズ 大学番外地（1970年、大映） - 相馬
- 高校生番長（1970年、大映） - 並木健太
- 十代の妊娠（1970年、大映） - 佐々木武志
- 高校生番長 棒立てあそび（1970年、大映） - 堀田大作 ※主演
- 高校生番長 深夜放送（1970年、大映） - 長坂元三郎
- 高校生番長 ズベ公正統派（1970年、大映） - 相馬吾郎
- 高校生ブルース（1970年、大映） - チョロ
- タリラリラン高校生（1971年、大映） - 南郷圭 ※主演
- 樹氷悲歌（1971年、大映） - 町田邦夫
- 十七歳の成人式（1971年、大映） - 広野四郎
- 成熟（1971年、大映） - 田辺茂
- 夜の診察室（1971年、大映） - 石川弘
- 天使の恍惚（1972年、ATG） - 土曜日
- スリランカの愛と別れ（1976年、東宝） - 篤和次郎

### オリジナルビデオ
- テクニカル・ヴァージン（1990年、にっかつビデオ）

### 舞台
- 鹿鳴館（1967年、劇団NLT）
- トイレット（1967年、アートシアター新宿文化）
- 夏（1968年、アンダーグラウンド蠍座）
- 夜うつ太鼓（1968年、六月劇場）
- 海賊（1969年、六月劇場） - 保
- 冬の旅（1975年、松竹） - 黒川
- 富貴楼お倉（1980年、三越劇場）
- おえん（1981年、三越劇場）
- 蒼き狼（1983年、新橋演舞場）
- 将軍（1985年）
- 化粧（1990年、地人会）
- 森の石松（1992年、新歌舞伎座） - 小政
- 風林火山（1993年） - 甘利虎泰
- 舟木一夫全国縦断特別公演 / 瞼の母（1994年）
- 天保ねずみ伝〜鼠小僧と呼ばれた男〜（1994年、明治座）
- 幸せの道行き（1995年、京都南座）
- 雨降りお月さん（1995年、中日劇場）